# Perafita, Lavra e Santa Cruz do Bispo
Perafita, Lavra e Santa Cruz do Bispo est une paroisse civile portugaise (en portugais : freguesia) de la municipalité de Matosinhos, dans le district de Porto.
Son nom officiel est União das freguesias de Perafita, Lavra e Santa Cruz do Bispo. Elle est créée par la loi no 11-A/2013 du 28 janvier 2013 portant réorganisation administrative du territoire des freguesias, en fusionnant Perafita, Lavra et Santa Cruz do Bispo. Son siège est à Perafita.
Lors du recensement de 2021, Perafita, Lavra e Santa Cruz do Bispo compte 29 646 habitants. C'est la moins peuplée des quatre paroisses civiles de Matosinhos.